# Christiaan Benjamin Nieuwenhuis

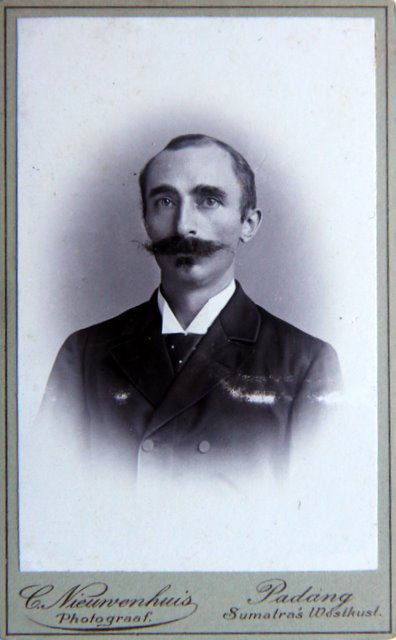
Christiaan Benjamin Nieuwenhuis, Selbstporträt

Christiaan Benjamin Nieuwenhuis, bekannt als C. B. Nieuwenhuis, (geb. 4. Juli 1863 in Amsterdam; gest. 20. April 1922 in Padang) war ein niederländischer Fotograf in Niederländisch-Indien, dem heutigen Indonesien.

## Familie
Die ursprüngliche Schreibweise seines Nachnamens lautete. „Niewenhuis“. Er war ein Sohn von Cornelis Hermanus Nieuwenhuis und dessen Frau Marritje Seegers.
Christiaan Benjamin Nieuwenhuis heiratete im Jahr 1893 Frederika Johanna Sophia van Ginkel (geb. 7. März 1869 in Padang, Niederländisch-Indien, gest. 1898). Das Paar bekamen zwei Töchter und einen Sohn. Die Töchter Christine und Hermine arbeiteten später in Nieuwenhuis' Fotostudio mit. Frederika starb bereits im Jahr 1898 im Wochenbett, wenige Wochen nach der Entbindung von ihrem Sohn Johan.

## Lebensweg
Der im Jahr 1863 geborene Christiaan Benjamin Nieuwenhuis verbrachte seine Jugend in seiner Geburtsstadt Amsterdam. 1883 zog er nach Harderwijk und erhielt eine musikalische Ausbildung (Cello und Oboe) sowie eine Ausbildung in Malerei und/oder Zeichnen.
Ab Dezember 1883 diente er freiwillig für zunächst sechs Jahre als Stabsmusiker (1. Oboist) bei den niederländischen Kolonialtruppen in Batavia, dem heutigen Jakarta. Nach Ablauf der sechs Jahre verlängerte er seinen Vertrag als Militärmusiker um ein weiteres Jahr. Ein Motiv für seinen freiwilligen Militärdienst in Niederländisch-Indien könnte gewesen sein, dass er im niederländischen Haarlem ein Mädchen aus Padang kennengelernt hatte, das mit seiner Familie von 1881 bis 1884 in Holland weilte, nämlich die am 7. März 1869 in Padang, Niederländisch-Indien, geborene Frederika Johanna Sophia van Ginkel. Die Familienerzählung, wonach Christiaan Benjamin Nieuwenhuis Frederika van Ginkel nachreiste, ist jedoch mit Vorsicht zu genießen: Sie war noch keine 14 Jahre alt, als sie sich kennenlernten. Nieuwenhuis verließ die Militärkapelle im Dezember 1890.
In Batavia (Niederländisch-Indien) erlernte Nieuwenhuis den Fotografen-Beruf, wahrscheinlich im Studio von Koene & Co., das dort Mitte 1887 eröffnet worden war. Unbekannt ist, in welchem Zeitraum er seine Ausbildung zum Fotografen absolvierte – zu vermuten ist, dass er schon während seines Militärdienstes (von Dezember 1883 bis Dezember 1890) das Fotografenhandwerk erlernte, denn Nieuwenhuis eröffnete kurz danach, bereits im Februar 1891, in Padang auf Sumatra ein eigenes Fotoatelier an der Goeroeng-Ketjil. Anfang März 1892, also etwa ein Jahr später, zog Nieuwenhuis in sein „neu erbautes Atelier“ in Padang. In einem Nebenraum des von ihm entworfenen und gebauten Hauses in Padang richtete er sein eigenes Fotoatelier und -labor ein. Er fertigte dort Studio-Porträts von Europäern und wohlhabenden Einheimische an. Nieuwenhuis erhielt auch Aufträge zu offiziellen Gruppenporträts der niederländischen Kolonialbehörden.
Außer Porträts verkaufte Nieuwenhuis auch Ansichten von Landschaften und Städten, die er auf seinen fotografischen Exkursionen aufnahm. Er reiste ausgiebig durch Sumatra, von Sabang im Norden bis Palembang im Süden. Seine Bilder nahm er meist von erhöhten und weit entfernten Standpunkten aus auf, um einen Gesamtüberblick zu vermitteln; Straßenszenen sind in Nieuwenhuis' Werk nur wenige zu finden. Einige seiner Bilder, die bei Touristen besonders beliebt waren, zeigen die indonesische Landschaft, andere technische Errungenschaften der damaligen Zeit: Nieuwenhuis fotografierte häufig Eisenbrücken und Hafenanlagen sowie Eisenbahnstrecken und Bahnhöfe. Er interessierte sich auch für ethnografische Bildmotive und dokumentierte die verschiedenen Volksgruppen Sumatras, etwa die Batak, Minangkabau und Achinesen, ferner auch die Bewohner der Mentawai-Inseln und der Insel Nias, meist in ihrer eigenen Umgebung, manchmal aber auch in Nieuwenhuis' Atelier. Dort posierten Einheimische für ihn mit ihren Werkzeugen und Utensilien, in ihrer traditionellen Kleidung.
Eine Reihe Fotografien von Männern und Frauen aus dem südlichen Nias in traditioneller Tracht nahm Nieuwenhuis in seinem Studio in Padang auf. Möglicherweise hat seine Schwiegermutter (die Mutter seiner verstorbenen Ehefrau Frederika van Ginkel), die ihrerseits eine Niasse-Mutter hatte und die Niasse-Sprache fließend beherrschte, ihm Kontakte zur Niasse-Diaspora in Padang vermittelt.
Nieuwenhuis fertigte auch Architekturaufnahmen in Batak- und Minangkabau-Dörfern an. Noch vor 1897 erhielt er von der niederländischen Kolonialregierung den Auftrag, auf den Mentawai-Inseln vor der Westküste Sumatras zu fotografieren.
Seine Fotos verkaufte er in Alben oder einzeln, vor allem an Touristen sowie als Souvenirs an Kolonialisten, die in die Niederlande zurückkehrten. Nieuwenhuis' Fotos wurden auch zur Illustration populärer Reisebeschreibungen und wissenschaftlicher Fachaufsätze verwendet, etwa in Büchern des Arabisten und Islamwissenschaftlers Christiaan Snouck Hurgronje (1857–1936), des Zoologen Ernst Haeckel (1834–1919) und des Botanikers Karl Giesenhagen (1860–1928). Der niederländische Schriftsteller Justus van Maurik (1846–1904) schilderte in seinem Buch Indrukken van een ‘Tòtòk’. Indische typen en schetsen von 1897 eine Begegnung mit dem Fotografen Nieuwenhuis in Padang.
Am 5. Januar 1893 heiratete er Frederika van Ginkel. Das Paar bekam zwei Töchter, Christine und Hermine, die später in Nieuwenhuis' Studio mitarbeiteten, und einen Sohn, Johan. Frederika starb bereits im Jahr 1898, wenige Wochen nach Johans Geburt, im Kindbett.
Am 15. Februar 1893 wurden Nebengebäude von Nieuwenhuis' Atelier durch einen Brand im nahe gelegenen „Padang Hotel“ zerstört. Infolgedessen musste Nieuwenhuis sein Atelier für mehrere Monate schließen. Anfang August 1893 zog er in ein Haus mit Atelier an der Benteng Road um.
Im Januar 1901 erhielt Nieuwenhuis als einer der ersten zivilen Berufsfotografen die Gelegenheit, einen Feldzug der niederländischen Kolonialstreitkräfte (Koninklijk Nederlandsch-Indisch Leger KNIL; deutsch: Königliche Niederländisch-Indische Armee) zu begleiten. Der niederländische Offizier und Kolonialverwalter Joannes Benedicius van Heutsz (1851–1924) lud C. B. Nieuwenhuis dazu ein, seine militärische Expedition in die Provinz Salamanga an der Ostküste von Aceh zu dokumentieren. Nieuwenhuis hielt seine Erlebnisse in dem Buch „De expeditie naar Salamanga“ mit dem Untertitel „Dagverhaal van een fotograaf te velde“ („Tagebuch eines Fotografen im Feld“) fest. Es handelt sich um einen mit seinen Fotografien illustrierten Bericht über den Marsch der niederländischen Kolonialsoldaten zu den Hochburgen des indonesischen Widerstands. Die Fotos zeigen den niederländischen Artilleriebeschuss auf die Bentengs (indonesisch für „Festung, Fort“), aber auch die Ergebnisse des Kampfes – Tote, Verletzte und Ruinen. Nieuwenhuis legte mindestens einmal seine Kamera aus der Hand, um sich um niederländische Opfer zu kümmern. Als drei Jahre später, im Jahr 1904, die Anführer der indonesischen Unabhängigkeitsbewegung offiziell vor General van Heutsz kapitulierten, war Nieuwenhuis wiederum dabei und fotografierte die entsprechende Zeremonie.
Nieuwenhuis' Bilder aus Samalanga waren insofern ungewöhnlich, als er sie während eines bewaffneten Konflikts aufnahm, wenn auch nicht unmittelbar im Gefecht. Zwar hatten Nieuwenhuis und andere Fotografen schon vor dem Aceh-Feldzug Fotografien von Militärgebäuden und Porträts der niederländischen Kolonial-Soldaten aufgenommen, die die die niederländische Militär-Präsenz in Aceh dokumentierten, aber keine Kampfhandlungen oder Kampfspuren. Damit kann Nieuwenhuis als erster richtiger Kriegsreporter in Aceh angesehen werden.
1901 reiste B. C. Nieuwenhuis mit dem ethnographisch interessierten, niederländischen Arzt Isaac Groneman (1832–1912) durch Java. Nieuwenhuis porträtierte Groneman auf dem Borobudur, der größten buddhistische Tempelanlage der Welt,  und vor dem Sari-Tempel (Tjandi Sari, Candhi Sari) in Kalasan und vermittelte dem Betrachter so eine Vorstellung von der Ausdehnung dieser Gebäude.
1902 erhielt Nieuwenhuis von dem niederländischen Amateur-Ethnographen Gerrit Pieter Rouffaer (1860–1928) den Auftrag, indonesische Altertümer im Hochland von Padang zu fotografieren.
1903 richtete Nieuwenhuis auch ein Studio in Koeta-Radja (indonesisch für: „Königsstadt“ oder „Hauptstadt“; heute: Banda Aceh) ein, wohin er ein Jahr später mit seiner Familie umzog. In Banda Aceh gab Nieuwenhuis' Studio Postkarten mit Ansichten von Sumatra und Porträtfotos von Einheimischen heraus. Sein drittes Fotostudio eröffnete er 1908 in Medan, Nordsumatra; hier blieb er mit seiner Familie bis zu ihrer Rückkehr nach Padang im Jahr 1912. In Medan hatten sich einige der bekannteren Fotostudios angesiedelt, darunter die Sumatra-Filiale von G. R. Lambert & Co. aus Singapur und das Studio Kleingrothe & Stafhell von G. R. Lamberts ehemaligen Mitarbeitern Carl Josef Kleingrothe (1864–1942) und Herman Stafhell (1853?–1905?). Auch Walthari Teja Uhlenhuth (1861–1965) betrieb in Medan sein Fotoatelier. Nieuwenhuis reiste zwischen dieser Stadt und Banda Aceh hin und her. Das Medaner Atelier des im Jahr 1898 verwitweten Nieuwenhuis befand sich im Haus von Freunden, nämlich der Familie Reep, bei denen er sich mehrmals im Jahr aufhielt, oft zusammen mit seinen drei Kindern und seiner Schwiegermutter.
In Padang gab Nieuwenhuis eine Postkartenserie mit dem Titel Sumatra's Westkust (Sumatras Westküste) sowohl als Fotogravüre als auch als Bromiddruck heraus. Er begann auch, ältere Ansichten nachzudrucken und zu vergrößern.
1916 fotografierte Nieuwenhuis Gegenstände von ethnografischem Interesse aus Aceh, bevor sie an ein Museum in den Niederlanden versandt wurden. 1918 gab er eine Mappe, ebenfalls mit dem Titel Sumatra's Westkust, heraus, die vierundzwanzig Fotogravuren seiner erfolgreichsten Ansichten enthielt.
Das Algemeen Adresboek van Nederland en Nederlandsch-Indië von 1918 verzeichnete C. B. Nieuwenhuis als einzigen Fotografen in Padang.
Um 1920 herum wurde Nieuwenhuis krank. Angeblich stieg er bei einer Reise zu den Molukken aus einer Schaluppe aus, um am Strand an Land zu gehen, und wurde dabei von einem giftigen Korallenwels (ikan sembilang) gestochen. Seit dieser Vergiftung litt Nieuwenhuis wahrscheinlich unter starken Gelenkschmerzen. In der Hoffnung auf Besserung reiste Nieuwenhuis im Dezember 1920 für sechs Monate nach Holland.
Nach seiner Rückkehr nach Padang stellte Nieuwenhuis Unregelmäßigkeiten bei der Verwaltung seines Fotostudios fest. Er verdächtigte seine Tochter Christine und deren Ehemann Dirk Candel, was zu erheblichen Spannungen innerhalb der Familie führte. Nieuwenhuis zog vorübergehend zu seiner anderen Tochter Hermine nach Bandung auf Java. Dieser gelang es, ihren Vater und ihre Schwester wieder miteinander zu versöhnen. Christiaan Benjamin Nieuwenhuis zog daraufhin nach Padang zurück.
Am 20. April 1922 schied Nieuwenhuis im Alter von 59 Jahren nach Einnahme eines selbstgefertigten Chemikalien-Cocktails in Padang aus dem Leben.
Nieuwenhuis' ältere Tochter Christine betrieb sowohl sein Studio in Medang als auch das in Padang nach C. B. Nieuwenhuis' Tod weiter. Im November 1922 bot Nieuwenhuis' Schwiegersohn Dirk Candel das Atelier mit Inventar zum Verkauf an.
Der größte Teil der Nieuwenhuis-Negative ging bei einem Transport verloren, als mehrere, jeweils mit Hunderten von Glasnegativen gefüllte Kisten von der Hebevorrichtung eines Schiffes stürzten.

## Galerie: Ethnographische Fotos von Nieuwenhuis

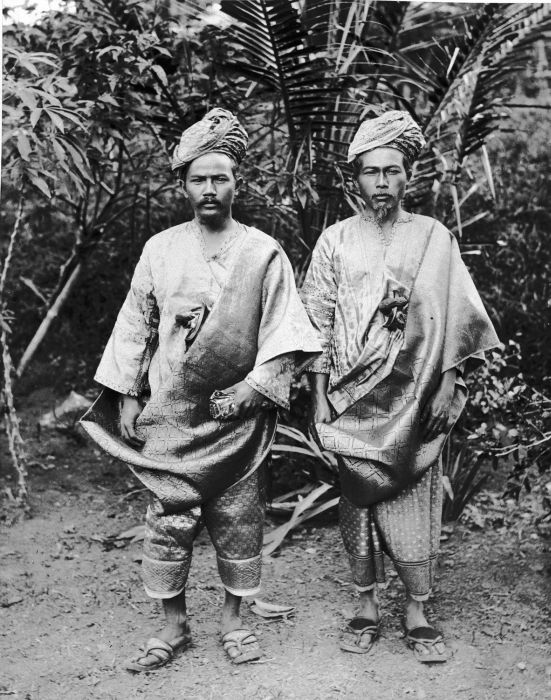
Zwei Männer aus Kota Gedong in traditioneller Kleidung, Westküste von Sumatra
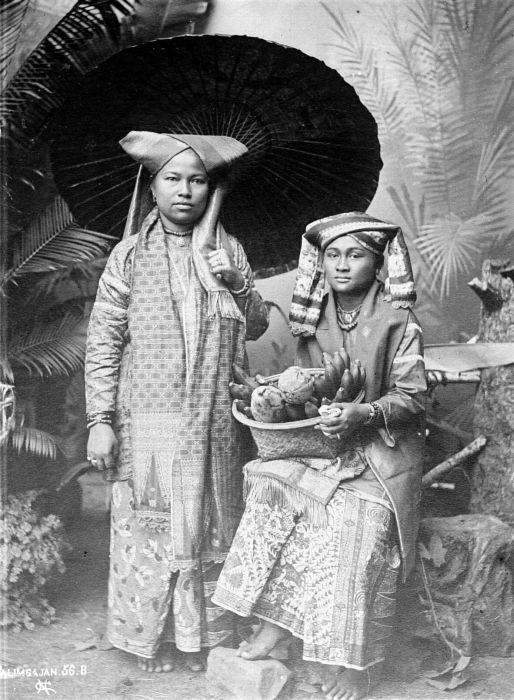
Zwei im Fotostudio posierende Frauen aus Pajo Koemboeh
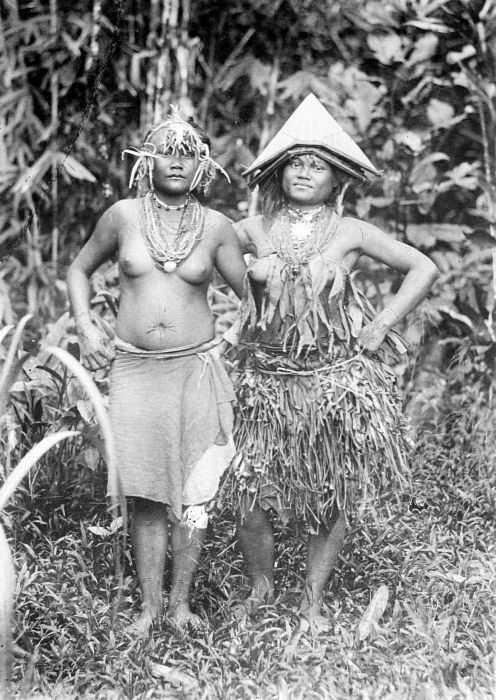
Zwei Frauen aus der Katorai-Bucht, Mentawai-Inseln
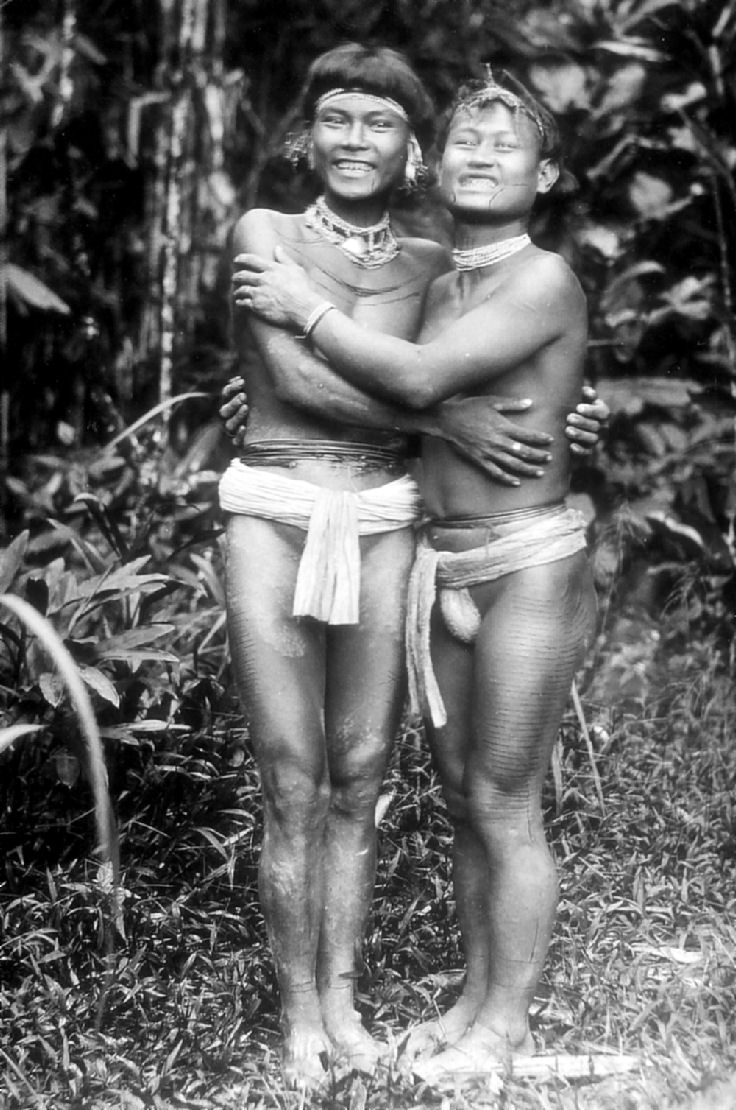
Zwei Männer von den Mentawai-Inseln
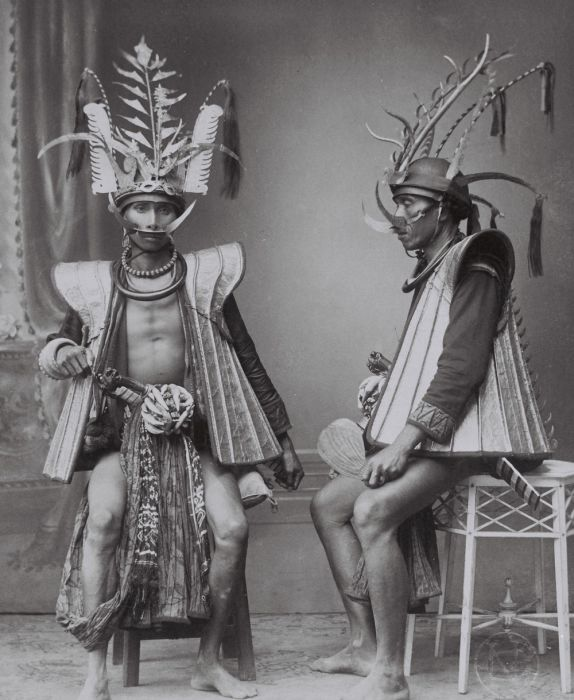
Studio-Porträt zweier Männer in Krieger-Bekleidung aus Süd-Nias

## Galerie: Kriegsfotos von Nieuwenhuis

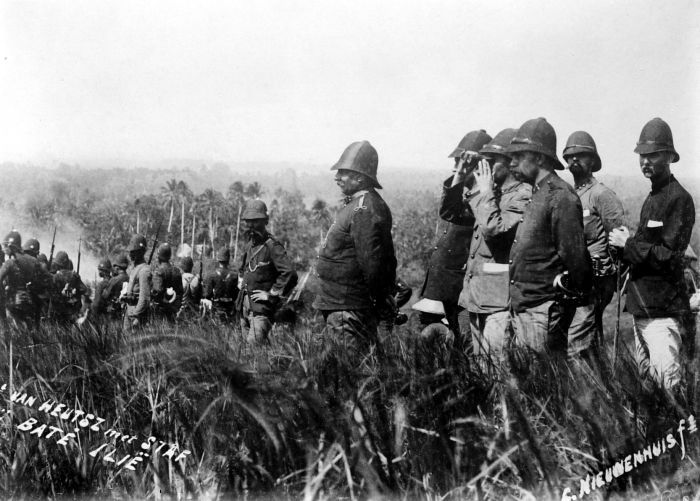
General van Heutz mit seinem Stab in Baté Ilië
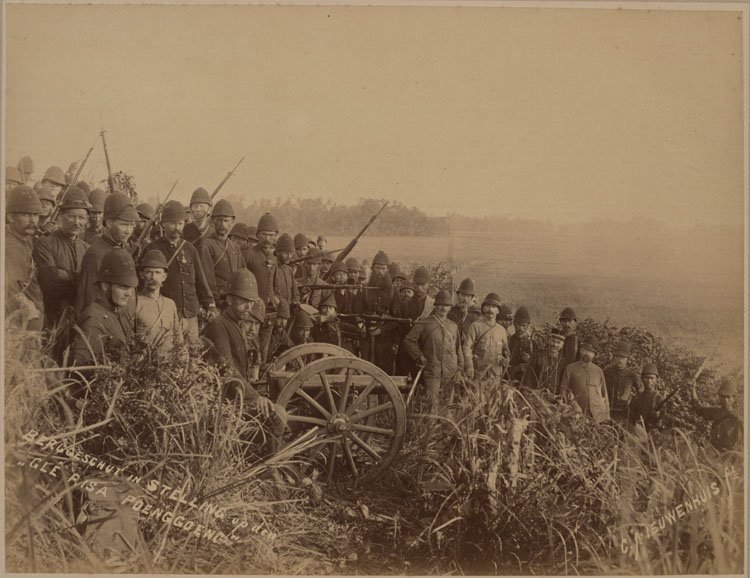
Niederländisches Berggeschütz in Stellung auf dem „Glé Risa Poenggoeng“ in Aceh
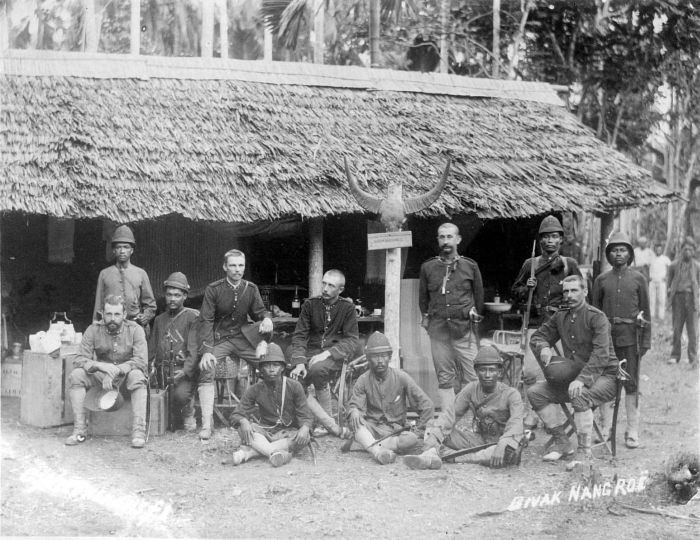
Europäische und indonesische Soldaten posieren im Biwak Nanggroe, Aceh
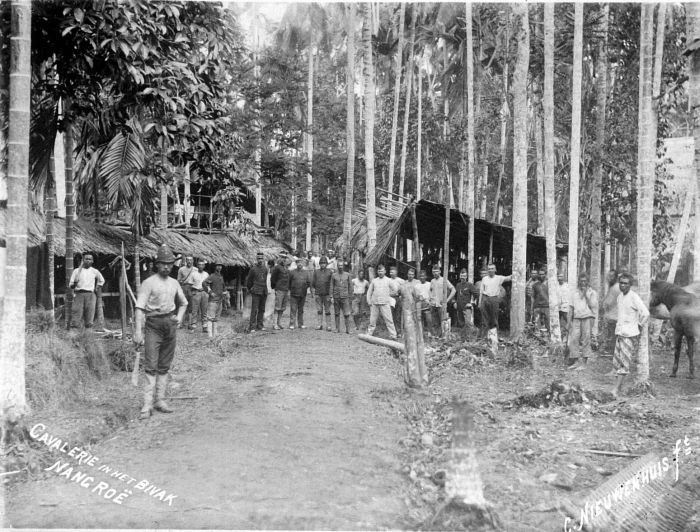
Niederländische koloniale Kavallerie-Einheit im Bivak in Nanggroe, Aceh
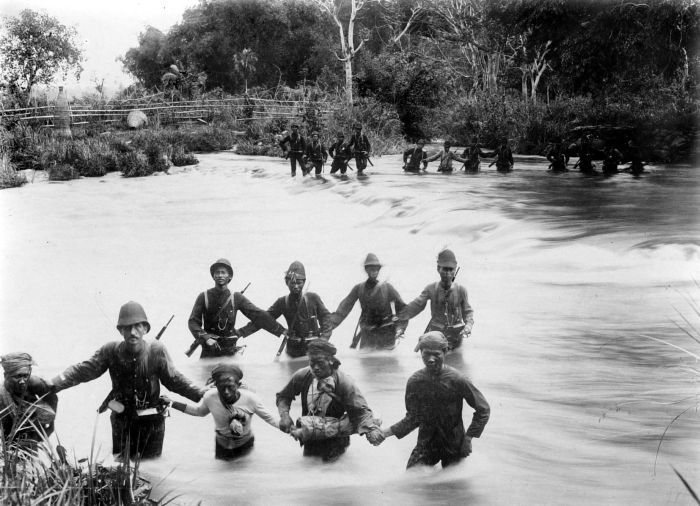
Niederländische Kolonialsoldaten und indonesische Zivilisten überqueren den Samalanga-Flusses in Aceh während der Militärexpedition unter J. B. van Heutsz.